# 滇西委陵菜
滇西委陵菜（学名：Potentilla delavayi）为蔷薇科委陵菜属的植物，为中国的特有植物。分布于中国大陆的云南等地，生长于海拔3,000米至3,500米的地区，多生长于山坡草地，目前尚未由人工引种栽培。